# Hermann Seippel
Hermann Seippel (* 23. Februar 1884 in Barmen; † 19. April 1937 in Essen) war ein deutscher Verwaltungsbeamter, Kommunalpolitiker und Industrie-Manager.

## Leben
Nach dem Abitur am Realgymnasium in Barmen studierte Seippel Rechts- und Staatswissenschaften an der Rheinischen Friedrich-Wilhelms-Universität Bonn und der Friedrich-Wilhelms-Universität Berlin. 1902 wurde er während seines Studiums Mitglied der Burschenschaft Alemannia Bonn. 1906 absolvierte er das erste Staatsexamen und leistete anschließend seinen Militärdienst als Einjährig-Freiwilliger beim Großherzoglich Hessischen Feldartillerie-Regiment Nr. 61 in Darmstadt ab. 1911 bestand er das Assessor-Examen und trat 1912 in die Düsseldorfer Stadtverwaltung ein. Nach aktiver Teilnahme am Ersten Weltkrieg wurde er 1919 Beigeordneter in Sterkrade und 1921 Beigeordneter und Stadtkämmerer in Essen. 1927 verließ er die Kommunallaufbahn und wurde Vorstandsmitglied der Ruhrgas AG. Er war außerdem Mitglied des Aufsichtsrats der Rheinisch-Westfälische Elektrizitätswerke AG. 1933 trat er der NSDAP bei.
Seippel war Mitglied der Industrie- und Handelskammer für Essen, Mülheim an der Ruhr, Oberhausen zu Essen und Vorsitzender des Folkwang-Museumsvereins in Essen.